# Кьявери, Гаэтано
Гаэтано Кьявери, Гаетано Киавери (итал. Gaetano Chiaveri, 1689, Рим — 5 марта 1770, Фолиньо, Умбрия) — архитектор позднего итальянского барокко, работал в Италии, России, Речи Посполитой и Саксонии.

## Биография
Гаэтано Кьявери родился в Риме. Там же прошёл школу строительного мастерства. Одни исследователи считают, что его учение и творчество формировалось под воздействием индивидуального стиля гения римского барокко Дж. Л. Бернини, другие, — что он продолжал более экстравагантное направление, заданное Ф. Борромини.
Гаэтано был вторым сыном Маттео, торговца винами из Бергамо. «После короткого периода изучения „прекрасных писем“ отец доверил его талантливому архитектору, который нашёл его настолько одарённым, что взял с собой в Санкт-Петербург». Гаэтано Кьявери прибыл в Санкт-Петербург в 1717 году, вероятно, вместе с Николо Микетти. Контракт с ним на два года заключил в августе 1718 года граф П. А. Толстой от имени царя Петра I. Кьявери должен был получать плату в размере 1100 рублей в год. Такая практика была обычной для того времени. В Российской столице по приглашению Петра I работало несколько итальянцев: скульптор Бартоломео Карло Растрелли, архитекторы Николо Микетти, тессинцы Доменико Трезини и Джованни Мария Фонтана.
Первое время Гаэтано Кьявери работал помощником Микетти на строительстве дворца в Стрельне, крепости на о. Котлин. В 1720 году Кьявери был определён в Канцелярию городовых дел. В следующем году отпущен на родину, но вскоре вернулся. После смерти швейцарского архитектора и инженера Николауса Гербеля в 1724 году Кьявери возглавил работы по строительству петербургской Кунсткамеры (в 1727 году его сменил М. Г. Земцов).
В начале 1728 года Кьявери уехал в Варшаву к польскому королю и курфюрсту саксонскому Августу II Сильному. Любитель архитектуры и искусств, Август взял архитектора с собой в Дрезден, где Гаэтано Кьявери выстроил знаменитую Придворную католическую церковь, один из самых блестящих образцов стиля барокко. Он вернулся в Италию ещё до окончания строительства в Дрездене. В 1742 году был в Риме. Доживал в городе Фолиньо. Умер в марте 1770 года.

## Архитектурное творчество
В 1721 году российская императрица Екатерина I поручила Кьявери постройку церкви Успения Богородицы в своём имении, селе Коростино (ныне Коростынь) Новгородской губернии. Итальянский архитектор сделал проект центрической купольной постройки треугольного плана с вогнутыми поверхностями стен, возможно, под влиянием знаменитого волнообразного фасада римской церкви Сан-Карло алле Куатро Фонтане работы Франческо Борромини. В 1723 году был «у дела модели церкви апостола Петра против манера как зделана в риме» (предположительно имеется ввиду церковь Сант-Иво алла Сапиенца в Риме, построенная Ф. Борромини).
Проект церкви в Коростине остался на бумаге, поскольку в нём не были учтены традиции православных храмов. Чертежи, датированные 1922 годом, хранятся в венской галерее Альбертина. На строительстве Кунсткамеры (полное название: «Палаты Санкт-Петербургской Академии Наук, Библиотеки и Кунсткамеры») Кьявери разобрал грозившую обрушиться недостроенную башню и переложил её заново. Считается, что Кьявери спроектировал для Кунсткамеры главную лестницу и большой зал с эффектной двухъярусной колоннадой, известной по гравюре академического издания 1741 года.
Ещё один проект, к которому привлекли Гаэтано Кьявери в России — строительство дворца Екатерины I: Екатериненталь (Кадриорг) в Ревеле. Но с 1720 года всеми работами в Ревеле стал руководить М. Г. Земцов.
В апреле 1728 года Кьявери покинул Санкт-Петербург. Таким образом, из трёх итальянцев, работавших при Петре Великом в российской столице (Микетти, Трезини и Кьявери), вклад последнего оказался наименьшим.

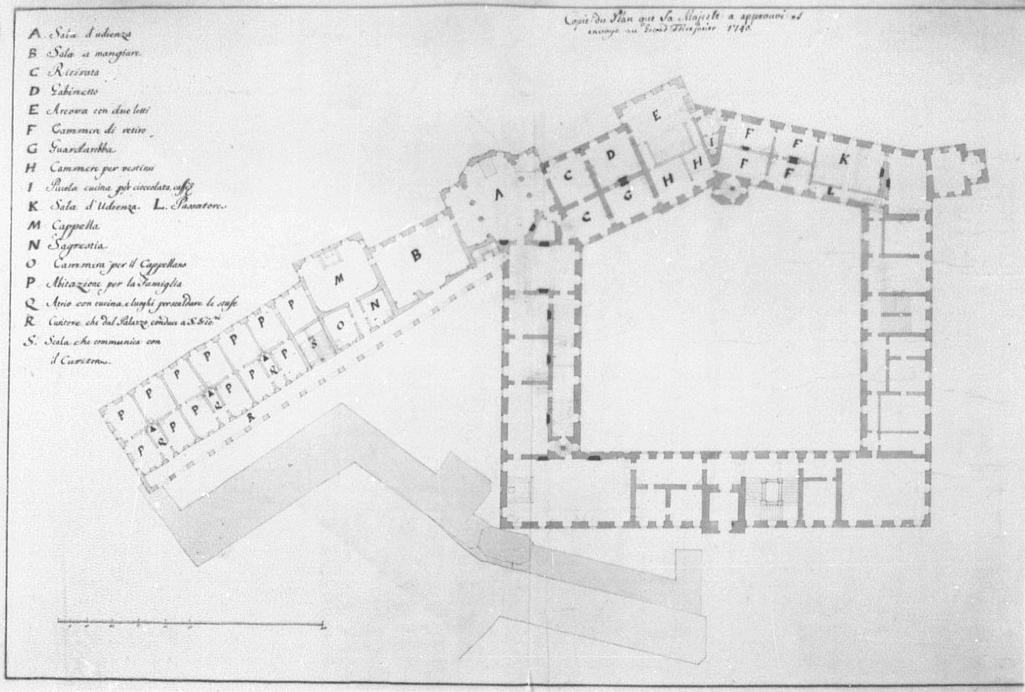
Гаэтано Кьявери. Королевский дворец в Варшаве. 1728. План

С 1728 года Кьявери трудился в Варшаве для польского короля и курфюрста саксонского Августа II Сильного. Для нового покровителя он создал проект дворца, а также проект дворца для принца-наследника, предложив пристроить к старинному Королевскому замку новый барочный корпус. Кьявери использовал трёхчастную французскую схему (центральный ризалит и два боковых), создав таким образом новый парадный фасад Королевского замка Варшавы.
В 1730 году Кьявери прибыл в Дрезден, где также работал по заказам курфюрста Августа II Сильного, а затем, — с 1733 года, для саксонского курфюрста Фридриха Августа II (Августа III Саксонца).
Новый масштабный проект, к которому привлекли Гаэтано Кьявери — создание Католической придворной церкви (нем. Katholische Hofkirche), или Хофкирхе. Большая часть населения Саксонии исповедовало лютеранство, поэтому создание в Дрездене Католической церкви стало особой заботой Альбертинской династии Августов, исповедовавших католичество (в том числе в качестве условия получения польской короны).
Церковь построена в 1739—1755 годах в стиле барокко. Она примыкает к средневековому замку курфюрстов (нем. Schloss) и соединяется с ним переходом. Это самая большая церковь в Саксонии. Она построена по-итальянски, «кораблём»: один большой неф и опоясывающие его двухъярусные арочные галереи, в углах которых расположены четыре овальных капеллы. Двухъярусная композиция выражена и снаружи. Парапеты нижнего и верхнего ярусов украшают статуи. Характерны по-барочному раскрепованные пилястры наружных стен. Ярусная колокольная башня «вырастает» из переднего фасада церкви на высоту 85 метров. Подобная композиция уникальна для архитектуры стран Центральной и Северной Европы. Масштабность резных и скульптурных работ потребовала пригласить мастеров из Италии. Алтарную картину «Вознесение Христа» написал Антон Рафаэль Менгс (1750).
Колокольня католической церкви является важной высотной доминантой Дрездена, а композиция башни, вырастающей из главного фасада не типична ни для итальянской, ни для германской архитектуры. Известны лишь две похожие композиции: церковь Св. Петра в Риге и церковь Сент-Мартин в Лондоне постройки сэра К. Рена. В средневековой итальянской архитектуре башня (кампанила) всегда стоит отдельно, чаще с южной стороны храма. Для романо-готических соборов типичны две симметричные башни западного фасада. В ренессансно-барочных церквях Италии и Германии башня обычно смещена в глубину, к средокрестию (пересечению нефа и трансепта).
Поэтому возникла версия, что подобная идея возникла у архитектора на основе воспоминания о башне петербургской Кунсткамеры, над которой Кьявери работал до приезда в Дрезден. Башня Кунсткамеры, в свою очередь восходит к Водовзводной башне Монетного двора (нем. Münzturm) в Берлине, проект А. Шлютера (1703; именно этот проект использовал в Санкт-Петербурге ученик Шлютера Г. И. Маттарнови, а затем Н. Ф. Гербель и Г. Кьявери). Водовзводная башня (она не сохранилась) более других схожа с дрезденской колокольней.
Согласно другой версии композиция Хофкирхе могла возникнуть под частичным влиянием многих других зданий Санкт-Петербурга петровской эпохи, например, башни Петропавловского собора (1712—1748) или ярусной колокольни Александро-Невского монастыря в проекте Д. Трезини (1710—1716).

## Галерея

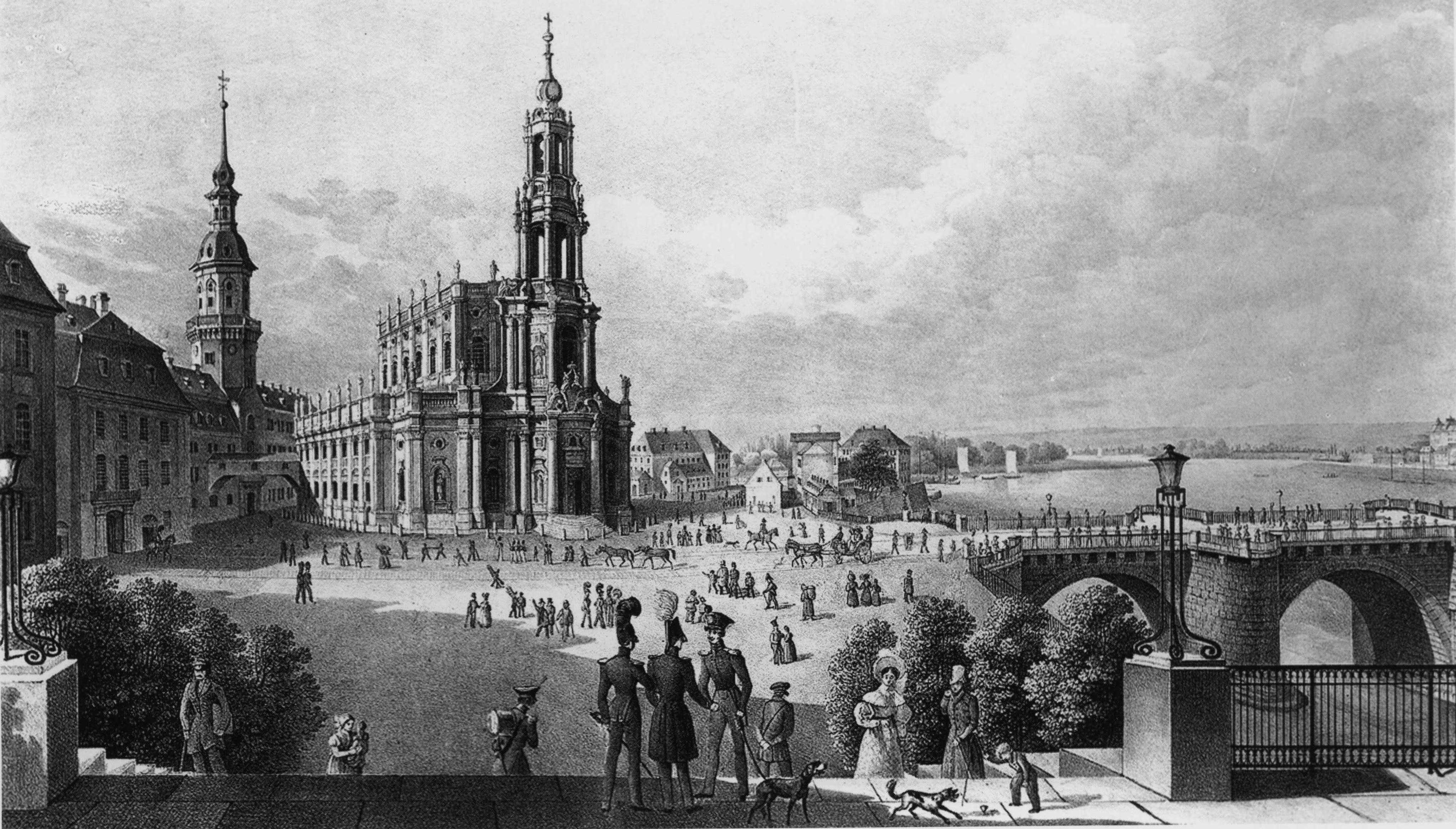
Католическая придворная церковь. Дрезден. Ок. 1840. Литография
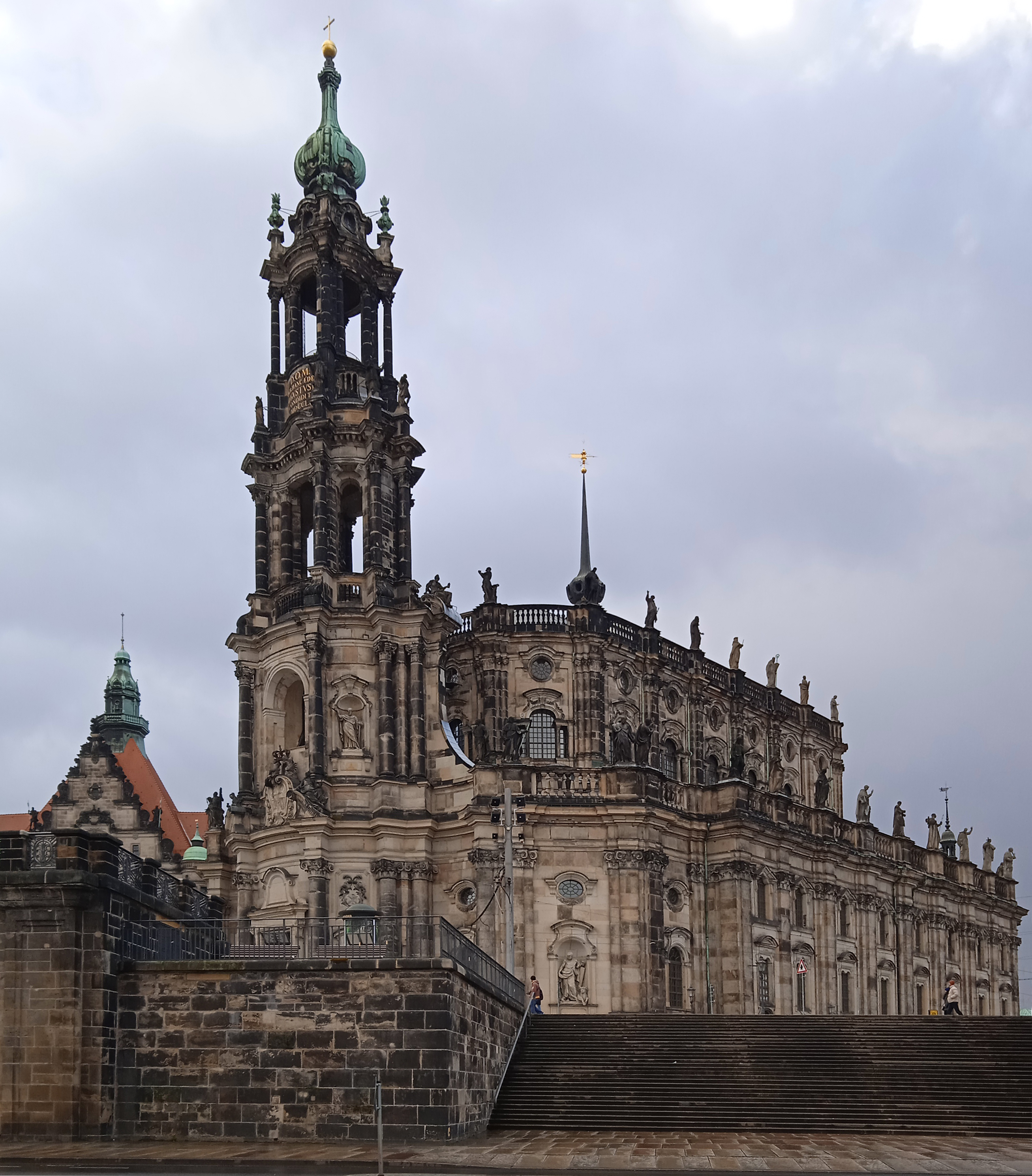
Католическая придворная церковь. Дрезден. 1739—1755
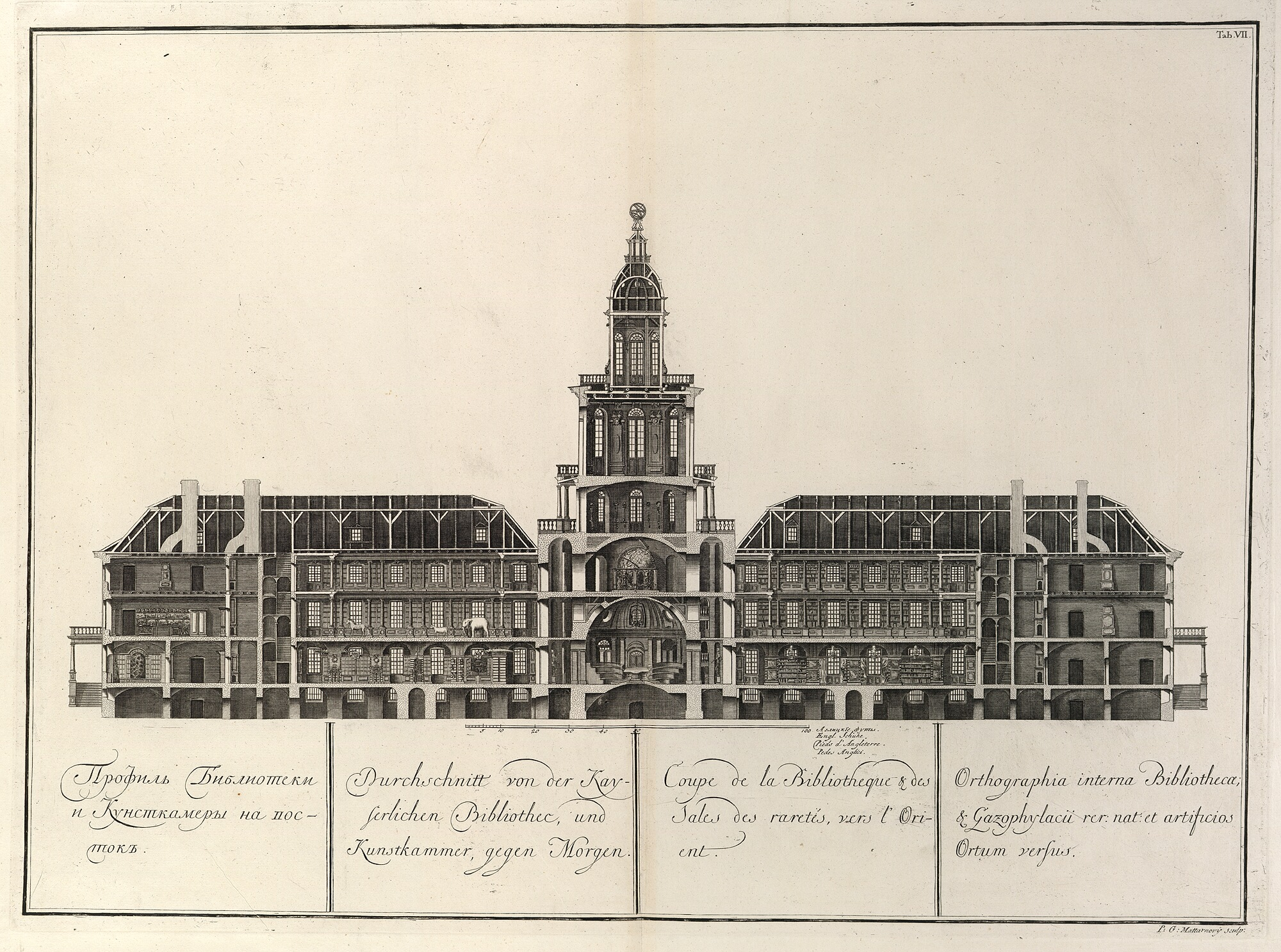
Здание Кунсткамеры в Санкт-Петербурге. Разрез. Проект Н. Микетти. Строительство Н. Гербель, Г. Кьявери, М. Г. Земцов
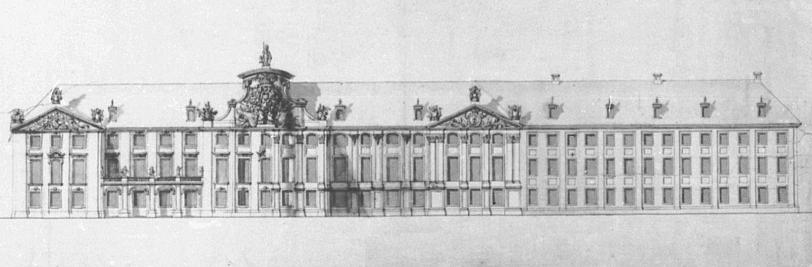
Гаэтано Кьявери. Проект восточного крыла Королевского замка в Варшаве. Ок. 1740. Саксонский главный архив, Дрезден
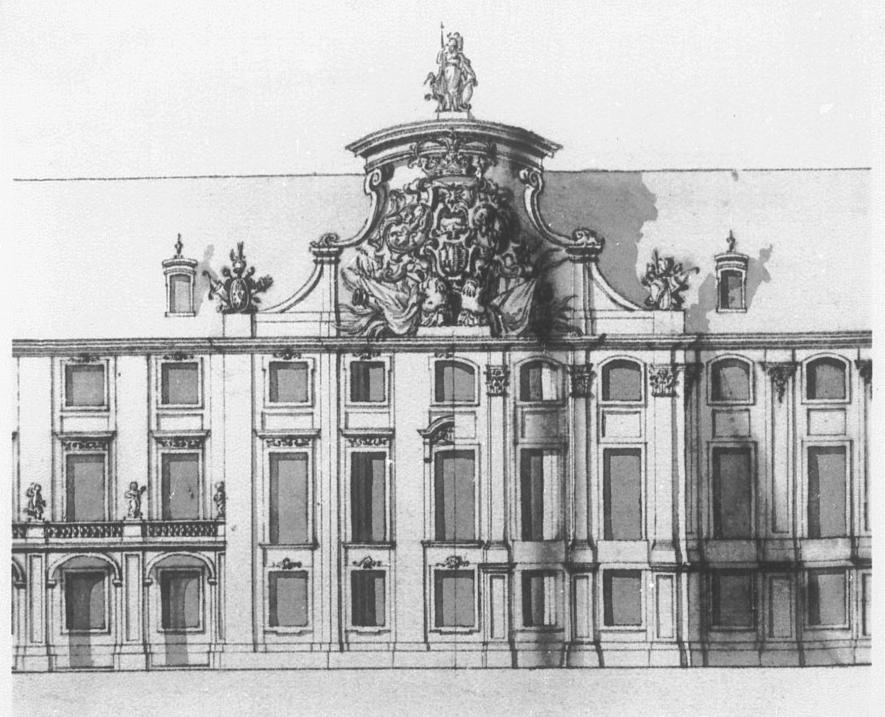
Королевский замок. Варшава. Деталь фасада восточного крыла
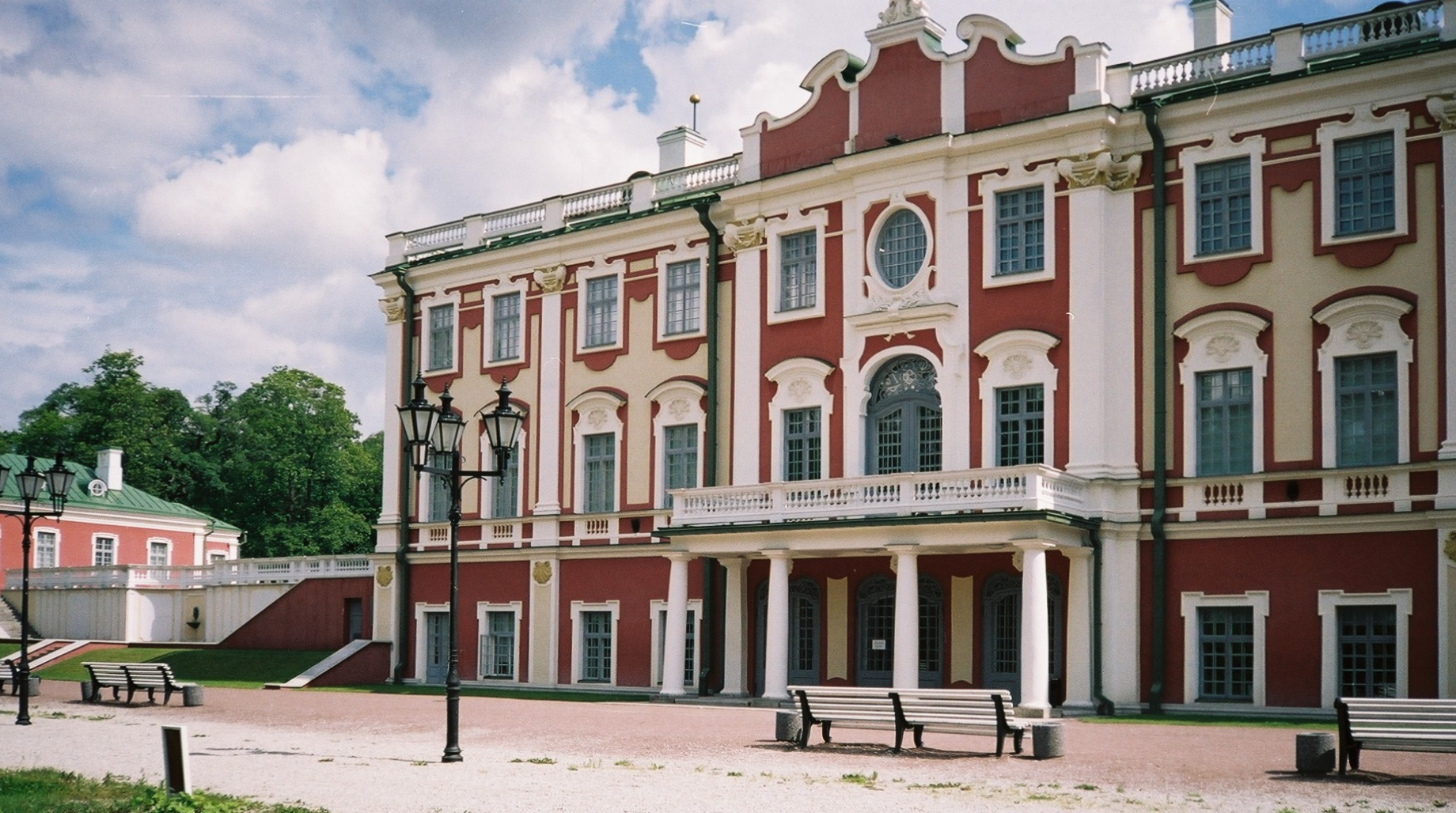
Дворец Кадриорг. Таллинн. Главный фасад

## Публикации
- Entwürfe für die katholische Hofkirche, gestochen von L. Zucchi. 1740
- Ornamenti diversi di porte e finestri in prospettiva con piante, modini e profili, dati alla stampa da L. Zucchi. Dresden 1743/44 (2 Bände)
- Sentimento sopra la pretesa riparazione di danni della cupola di San Pietro in Vaticano. Dresden 1744
- Breve discorsi di Gaetano Chiaveri Romano architetto giubilato della corte die Sassonia, ed academico di San Luca di Roma, circa i danni riconosciuti nella portentosa cupola di San Pietro di Roma, e le sue principali cose, con la maniera durabile, e più sicura per la reparazione, dedicato a tutti i Professori ed amatori die detta Scienza. Pesaro 1767